# Tricyphona (Tricyphona) rubiginosa
Tricyphona (Tricyphona) rubiginosa is een tweevleugelige uit de familie Pediciidae. De soort komt voor in het Nearctisch gebied.